# Stenoponia vlasovi
Stenoponia vlasovi är en loppart som beskrevs av Ioff et Tiflov 1934. Stenoponia vlasovi ingår i släktet Stenoponia och familjen mullvadsloppor. Inga underarter finns listade i Catalogue of Life.